# Чіконтепек
Чіконте́пек — нафтове родовище в Мексиці. Входить до нафтогазоносного басейну Мексиканської затоки.
Відкрите 1973 року.
Глибина залягання покладів від 900 до 1800 м.
Первинні запаси 1600 млн т.